# Gregory McKinney
Gregory McKinney (Los Angeles, 1 de Março de 1960 - 11 de abril de 1998), foi um ator americano que interpretou o Jax no filme Mortal Kombat.

## Biografia
Nascido em Los Angeles, Greg McKinney mudou-se para Washington DC, onde obteve um Bacharelato em Comunicação pela Universidade de Washington e passou três anos estudando no Conservatório Nacional de Artes Dramáticas. 
Escolhido por sua excelente histórico militar, McKinney serviu a seu país em uma seletiva aberta posição de um membro da Guarda Cerimonial com os Estados Unidos da Força Aérea Presidencial Guarda de Honra, na Base Aérea Bolling, em Washington DC "Foi uma alegria absoluta para trabalhar", disse Técnico Sargento Darryle Swartzlander ", ele deixou uma impressão duradoura de todos nós que o conheciam. de todos nós que o conheciam. Ele era uma pessoa maravilhosa e foi uma honra trabalhar com 'Mac' em honra da Guarda Presidencial." Ele era uma pessoa maravilhosa e foi uma honra trabalhar com 'Mac' em honra da Guarda Presidencial. " 
Depois de receber uma dispensa honrosa da Força Aérea dos EUA McKinney perseguiu uma carreira na aplicação da lei como um policial com a Divisão de Trânsito de metro de Washington DC, Departamento de Polícia de nove anos. Desde o início, ele trabalhou de forma constante nos filmes para televisão, teatro e co-estrelando em Mortal Kombat, 

## Trabalhos
- Mortal Kombat (1995) - Jax
- Money Train (1995)
- Beverly Hills Cop III (1994) - Kimbrough
- Navy SEALs (1990)
- Suspect (1987) - Plainclothes Cop

## Morte
No sábado, 10 de abril de 1998 Greg sofreu um aneurisma cerebral. Ele foi levado para o hospital Cedars Sinai Hospital, onde ele foi colocado em suporte de vida. Ele morreu na manhã do domingo 11 de abril. Ele tinha 41 anos de idade. 
Seu último desejo de doar seus órgãos foi cumprida, quando o seu coração, rins, fígado e pâncreas foram colocados junto a pacientes que necessitam de órgãos vitais. 
McKinney tinha planos para casar com sua namorada de longo tempo, Paige Patterson, em agosto do mesmo ano. Ele deixa seu filho Devin, os irmãos Tony e Gary, Shelli irmã, o pai de Carl McKinney e Beatrice avó.